# Divoká kachna (hvězdokupa)
Divoká kachna (také Messier 11 nebo NGC 6705) je otevřená hvězdokupa v souhvězdí Štítu s hvězdnou velikostí 5,8 a úhlovým rozměrem 14'. Objevil ji Gottfried Kirch v roce 1681. Je jednou z nejbohatších otevřených hvězdokup, obsahuje asi 2 900 hvězd, z toho 500 hvězd jasnějších 14 mag.
Hvězdokupa je od Země vzdálená přibližně 6 120 ly a od Slunce se vzdaluje rychlostí 22 km/s.
Její stáří je odhadováno na asi 250 milionů let. Jméno získala od jasnějších hvězd, které tvoří trojúhelník připomínající útvar letícího hejna kachen, anebo, z jiného úhlu, jednu plovoucí kachnu.

## Pozorování

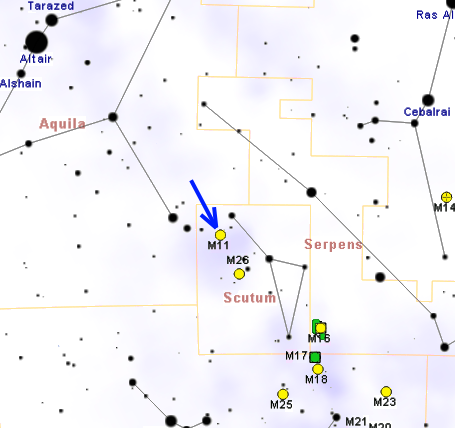
Poloha M 11 v souhvězdí Štítu

Hvězdokupu je možné snadno nalézt přibližně 4° jihozápadně od hvězdy Lambda Aquilae (λ Aql) s magnitudou 3,4 nebo 1,5° jihovýchodně od hvězdy Beta Scuti (β Sct) s magnitudou 4,2. Nachází se v bohatém hvězdném poli, protože tímto směrem leží velká hvězdná oblaka Mléčné dráhy. Je bez obtíží viditelná i triedrem 10x50, ale je v něm velmi obtížně rozložitelná na jednotlivé hvězdy a její vzhled zůstane mlhavý. Dalekohled o průměru 120 až 150 mm ji rozloží téměř úplně a ukáže desítky navzájem velmi blízkých hvězd, jejichž jasnost je od deváté do třinácté magnitudy. Ve větších dalekohledech je možné napočítat stovky hvězd a pohled na ni připomíná kulovou hvězdokupu, i když je pouze otevřenou hvězdokupou.
2,5° jižním směrem od hvězdokupy leží kulová hvězdokupa NGC 6712 a 3,5° jihozápadně leží otevřená hvězdokupa Messier 26.
Hvězdokupa je snadno pozorovatelná ze všech obydlených oblastí Země, protože má pouze nízkou jižní deklinaci. Přesto je její pozorování v některých oblastech severní Evropy a Kanady, tedy za polárním kruhem, velmi obtížné, zatímco ve střední Evropě již vychází poměrně vysoko nad obzor. Na jižní polokouli je hvězdokupa dobře viditelná vysoko na obloze během jižních zimních nocí a v jižní části tropického pásu je možno ji vidět dokonale v zenitu. Nejvhodnější období pro její pozorování na večerní obloze je od června do října.

## Historie pozorování
Divokou kachnu objevil Gottfried Kirch v roce 1681 a popsal ji jako malou nezřetelnou skvrnu s jasnou hvězdou uprostřed.
Jednotlivé hvězdy v ní jako první rozpoznal William Derham v roce 1732 a také další tehdejší vědci ji potom popisovali jako velmi bohatou hvězdokupu. Charles Messier ji přidal do svého katalogu 30. května 1764 a poznamenal k ní, že v menším dalekohledu vypadá jako kometa, ale ve větším dalekohledu v ní lze rozeznat velký počet malých hvězd. William Herschel napsal, že hvězdokupa vypadá, jako by ji tvořilo několik skupinek hvězd, zatímco admirál William Henry Smyth ji pojmenoval Divoká kachna, protože mu připomínala hejno letících divokých kachen. John Herschel ji popsal jako rozsáhlou bohatou hvězdokupu složenou ze hvězd dvanácté až patnácté magnitudy.

## Vlastnosti
Messier 11 je jednou z nejbohatších a nejhustších známých otevřených hvězdokup: ve skutečnosti obsahuje přibližně 2 900 potvrzených členů, z nichž přibližně 400 je jasnějších 14. magnitudy. Nachází se ve vzdálenosti kolem 6 120 ly a její stáří se odhaduje na asi 250 milionů let.
V blízkosti jejího středu se hustota hvězd odhaduje na přibližně 83 hvězd na krychlový parsec a v polovině jejího poloměru na asi 10 hvězd na krychlový parsec. Její nejjasnější hvězda má zdánlivou magnitudu 8,5.